# Axel Wester
Frans Axel Wester, född 25 augusti 1906 i Avesta, död där 23 maj 1977, var en svensk målare och tecknare.
Han var son till stationsmästaren Richard Wester och Alma Wallin och från 1944 gift med konstnären Eva Birgit Marianne Larsson. Efter avlagd studentexamen och studier i konsthistoria vid Uppsala universitet bedrev han konststudier för olika privatlärare. Han medverkade i samlingsutställningar arrangerade av Dalarnas konstförening. Hans konst består av barnporträtt, landskap och stilleben utförda i gouache, olja eller akvarell.